# Pardosa plumipes
Pardosa plumipes là một loài nhện trong họ Lycosidae.
Loài này thuộc chi Pardosa. Pardosa plumipes được Tord Tamerlan Teodor Thorell miêu tả năm 1875.